# MIA PaCa-2細胞
MIA PaCa-2是一種具有低分化能力的二倍體人類胰腺癌細胞系，在1977年取自於一名65歲男性胰腺癌患者。
MIA PaCa-2細胞會表達細胞角蛋白5.6、AE1 / AE3、E-鈣粘蛋白、波形蛋白、嗜鉻粒蛋白A、突觸素、SSTR2和NTR1，但是不會表達神經元黏附分子。細胞具有圓形的上皮形態，並且粘附在細胞培養物中。
MIA PaCa-2細胞一直作為胰腺癌的模型，廣泛應用於胰腺癌的研究和治療，對MIA PaCa-2的生理學研究有助於闡明胰腺癌的致癌機制，並且開發依靠量子點增強藥物釋放的方法。

## 外部連結
- Cellosaurus entry for MIA PaCa-2 （页面存档备份，存于）